# Fundo de Investimento para o Cinema e o Audiovisual
Der Fundo de Investimento para o Cinema e o Audiovisual (FICA), portugiesisch für „Investmentfonds für Kino und Audiovisuelles“, war eine gesetzlich geregelte privatwirtschaftliche Einrichtung der Filmförderung in Portugal. Sie wurde 2007 in Lissabon gegründet und endete 2014.
Ihr Ziel war die Förderung von unabhängigen Filmprojekten im Land, sowohl Spielfilme als auch Dokumentarfilme und Fernsehproduktionen. Nach dem Ende des FICA 2014 übernahm das staatliche portugiesische Film- und Filmförderungsinstitut Instituto do Cinema e do Audiovisual (ICA) die bisherige FICA-Filmförderung.

## Geschichte
Im Jahr 2004 beschloss Kulturminister Pedro Roseta die Schaffung einer Filmförderung, die von privatwirtschaftlichen Akteuren des Sektors finanziert werden sollte, mit dem Zweck,  die portugiesische Filmproduktion zusätzlich zu fördern.
2007 waren die Rahmenbedingungen geschaffen und mit allen Beteiligten besprochen, und der Fonds konnte von der nun amtierenden Kulturministerin Isabel Pires de Lima eröffnet werden. Nach einer öffentlichen Ausschreibung erhielt die ESAF (Espírito Santo Fundos de Investimento Mobiliários, ein Immobilien-Investmentfonds der Espírito Santo Financial Group) die Verwaltung der Mittel übertragen. Im ersten Jahr wurden 15,79 Mio. Euro ausgeschüttet.
Das Gesamtbudget für die ersten fünf Jahre wurde auf 83 Mio. Euro festgesetzt, finanziert durch das öffentliche Wirtschaftsförderungsinstitut IAPMEI (Instituto de Apoio às Pequenas e Médias Empresas e ao Investimento, portugiesisch für: Förderungsinstitut für kleine und mittlere Unternehmen und Investitionen) mit 33 Mio., durch das Medienunternehmen ZON Multimédia (heute NOS Multimédia) zu 25 Mio., und den drei wichtigsten Fernsehsendern RTP, SIC und TVI zu 25 Mio. Euro.
Das letzte geförderte Projekt war die Romantikkomödie Sei Lá des Regisseurs Joaquim Leitão im Jahr 2014. Danach wurde die Institution aufgelöst. Grund dafür waren die aufgelaufenen Außenstände, da die meisten Beteiligten immer wieder Zahlungen nicht leisteten und insbesondere die privaten Medienunternehmen und Fernsehanstalten ihre Zahlungsverpflichtungen seit 2008 weitgehend schuldig geblieben sind. Zudem gab es immer stärkere Kritik von Filmschaffenden und Kinobetreibern wie dem Produzenten Paulo Branco an intransparenten persönlichen Verflechtungen, die zwischen FICA-Verantwortlichen und Verleihern, privaten Medienunternehmen und Fernsehunternehmen bestünden und klare Interessenskonflikte zu Lasten der Kinos und Produzenten und zu Gunsten der großen Medienkonzerne bewirkten.
Eine Gesetzesvorlage von 2012 zu einer neuen Lei do cinema e do audiovisual, einem neuen Gesetz zur Kino- und audiovisuellen Produktion, sah eine an Regelungen anderer EU-Staaten angelehnte neue Finanzierungsregelung vor. Sie war auch auf Grund des Unmuts der verunsicherten Filmbranche nötig geworden, der sich in Folge der ungenügenden und ineffizienten gesetzlichen Regelung und angesichts der tiefen Wirtschaftskrise des Landes (Eurokrise) breit machte, die zusammen den Filmbetrieb im Land schließlich weitgehend zum Stillstand gebracht hatten. Erst im Laufe der folgenden Monate wurde den Marktteilnehmern vom zuständigen Staatssekretariat danach erläutert, dass das geplante Gesetz nicht nur die Verwendung der Rundfunkgebühren anpasste, sondern auch eine Stärkung von Filmfinanzierungen durch Risikokapital vorsah und dazu eine Neuregelung der Beteiligung privater Medienunternehmen vornahm. So sollten geschätzte 27,7 Mio. Euro im Jahr aufgebracht werden, mit drei Finanzierungssäulen. Die drei Free-TV-Sender (RTP, SIC und TVI) steuerten demnach 4 % ihrer Werbeeinnahmen bei, was etwa neun Mio. Euro bedeutete. Die Kabelkanäle hätten für jeden Neuvertrag 3,50 Euro beizusteuern, was etwa 10,7 Mio. Euro ausmachte. Und schließlich sollten weitere neun Mio. Euro über Investitionsanteile an neuen Kino- und Fernsehproduktionen von allen Branchenunternehmen kommen.
Aus dem Kreis vor allem der kleineren Filmproduktionsgesellschaften, die die Mehrheit der Marktteilnehmer darstellen, kam von Vertretern wie Pedro Borges (Midas Filmes) oder Luís Urbano (O Som e a Fúria) sowohl Zustimmung als auch Skepsis. Zweifel gab es dabei am tatsächlichen Durchsetzungswillen des Gesetzgebers (angesichts der Vorgeschichte des gescheiterten FICA-Modells) und an der ungeklärten Finanzierungssicherheit (in Zeiten der tiefen Wirtschaftskrise des Landes) der für den Filmbetrieb im Land unverändert bedeutenden öffentlich-rechtlichen RTP. Genugtuung dagegen signalisierten sie über eine echte Neuregelung nach dem Scheitern der bisherigen FICA-Regelung und über die angepeilten Größenordnungen.
Mit Veröffentlichung im Gesetzesblatt Diário da República am 24. Januar 2013 (Dekret Nr. 09/2013) trat das neue Gesetz in Kraft. Seither übernimmt die staatliche Filmförderung ICA auch die bisherige privatwirtschaftliche FICA-Filmförderung und erwies sich auch in der Eintreibung von offenen Zahlungen seitens der privaten Unternehmen schnell als ausreichend handlungsfähig.
Das Gesetz entfaltete im Wesentlichen die gewünschte Wirkung, womit die Idee des bisherigen FICA-Filmförderungsfonds endgültig Geschichte wurde. Die Neuregelung blieb daher auch bei der letzten gesetzlichen Neuregelung zur Kino- und audiovisuellen Produktion 2018 unangetastet. Für 2022 wurde die geltende Regelung um einen zusätzlichen Beitrag von 1 % auf die Ergebnisse von Streamingdiensten ergänzt, was in etwa weitere 10 Mio. Euro ausmacht.